# Augusto Bianchi (generale)
Augusto Bianchi (Pino sulla Sponda del Lago Maggiore, 31 ottobre 1867 – Bologna, 3 dicembre 1918) è stato un generale italiano.

## Biografia
Entrato fin da giovane nella accademia militare di Modena, dove uscì con il grado di sottotenente. fu per molto tempo al Comando generale di Bologna. Per i suoi ottimi servigi ricevette la nomina a Cavaliere ufficiale del Regno.
Allo scoppio della grande guerra, con il grado di Colonnello, fu inviato al fronte al comando del III° battaglione del 35º reggimento Fanteria "Brigata Pistoia" comandato dal generale Luigi Nelson Pirzio Biroli
Nella Dodicesima battaglia dell'Isonzo i due reggimenti della Brigata furono impiegati a proteggere il ripiegamento delle divisioni 36^ e 63^, rimanendo a stretto contatto con il nemico ed ingaggiando violentissimi combattimenti.  Il 5 novembre il 36 reggimento fu circondato presso Tramonti di Sopra ed annientato. il 35º reggimento riuscì a rompere l'accerchiamento, ma subì la stessa sorte il giorno seguente.
Promosso generale di brigata, Augusto Bianchi cominciò a stare male. La causa fu il gas asfissiante che aveva inalato durante le fasi della battaglia.
Dopo una lunga degenza all'ospedale a Bologna spirò il 3 dicembre 1918 a soli 51 anni lasciando la moglie e cinque figli. Gli fu conferita la Croce di guerra postuma
Il suo nome figura nel Lapidario della Basilica di Santo Stefano a Bologna